# PZL.37 Łoś
PZL.37 Łoś (Лось) — польський двомоторний середній бомбардувальник, який використовували для захисту Польщі від німецького вторгнення в 1939 році. Він також відомий як «PZL P-37» або «PZL P.37». Але буква «P» була загалом зарезервована для літаків Зигмунта Пулавського (наприклад, PZL P.11), тому це не зовсім правильно.

## Історія створення
Розробку почали в 1934 році під керівництвом Єрсі Дабровського. Новий літак був суцільнометалевим низькопланом з однокілевим хвостом і шасі, що прибиралось. Перший прототип PZL.37/I з двигунами Bristol Pegasus XIIB піднявся в повітря 13 грудня 1936. Наступний прототип був обладнаний потужнішим двигуном Bristol Pegasus XX, а також гідравлічною системою підйому шасі, окрім цього однокілеве оперення було замінено на двокілеве. Другий прототип було протестовано в листопаді 1937 року, а з 1938 року почалося серійне виробництво.

## Модифікації

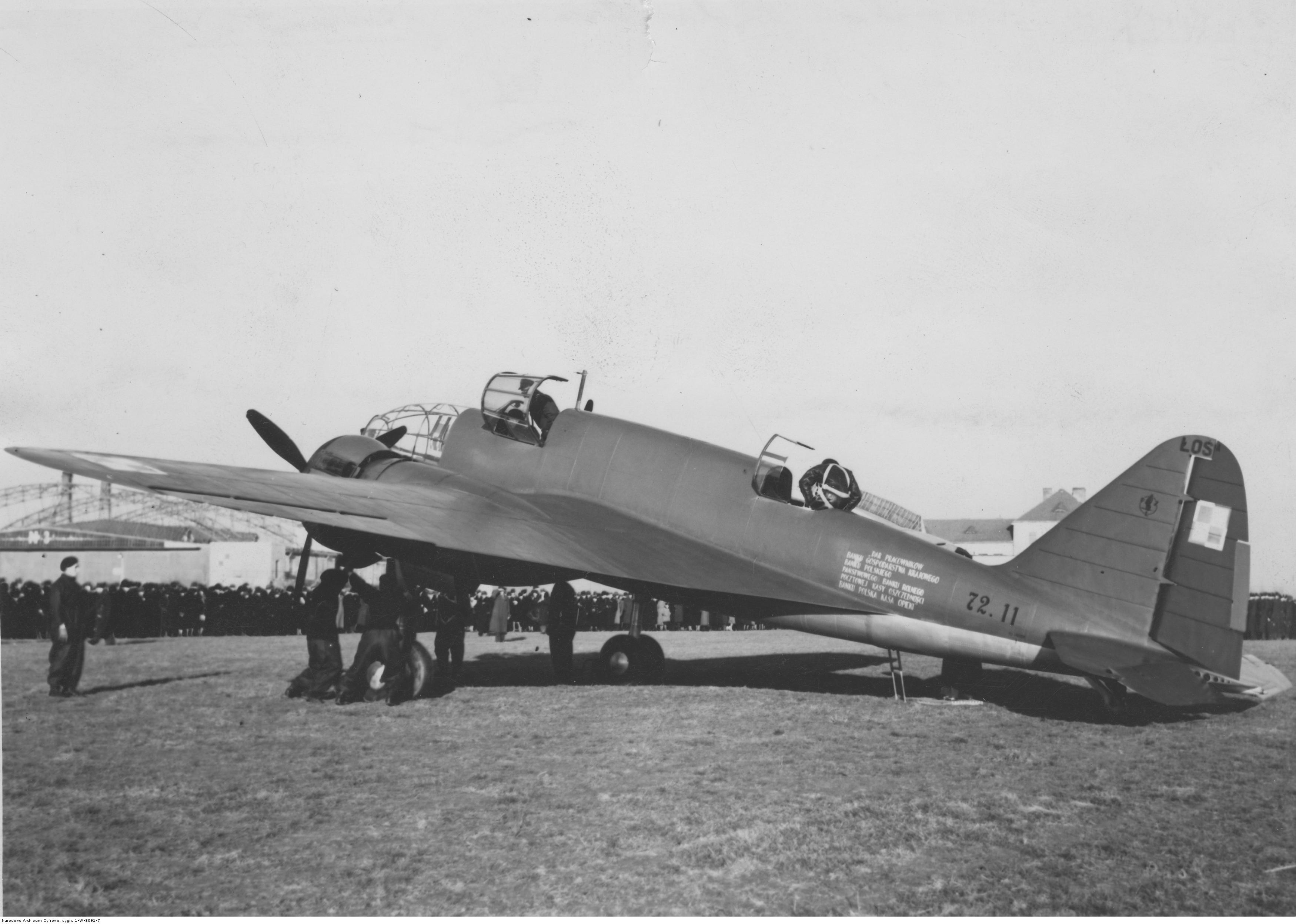
PZL.37A. Зауважте однокілевий хвіст

- PZL.37A — оснащувався двигунами Bristol Pegasus XIIB потужністю 875 к.с., з однокілевим хвостовим оперенням. Захисне озброєння складалось з трьох 7,7 мм кулеметів Vickers F (в верхній, нижній і передній турелях). Бомбове навантаження, масою до 2850 кг, розміщувались в бомбових відсіках в фюзеляжі і в основах крил. Екіпаж — 4 особи. (9-10 екз.)
  - PZL.37A-bis — хвостове оперення замінене на двокілеве. (17-19 екз.)
- PZL.37B — оснащувався двигунами Bristol Pegasus XX/XXA/XXB потужністю 920 к.с.. Захисне озброєння складалось з трьох 7,7 мм кулеметів PWU 37. (90 екз.)

## Технічні характеристики

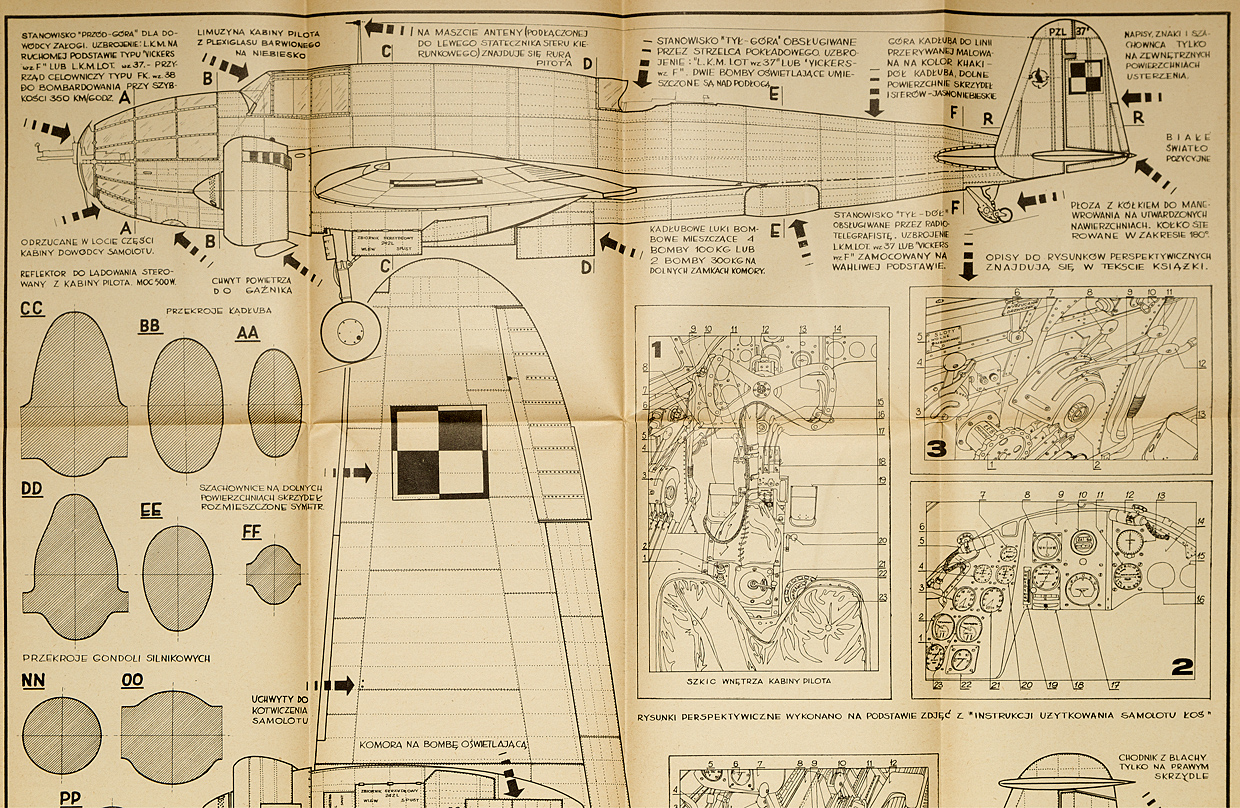
PZL.37B

Дані з Ударная авиация Второй Мировой — штурмовики, бомбардировщики, торпедоносцы
|                         | PZL.37A-bis   | PZL.37B      |
| ----------------------- | ------------- | ------------ |
| Довжина                 | 12,92 м       | 12,92 м      |
| Висота                  | 4,25 м        | 4,25 м       |
| Розмах крил             | 17,93 м       | 17,93 м      |
| Площа крил              | 53,51 м²      | 53,51 м²     |
| Маса пустого            | 4920 кг       | 4935 кг      |
| Максимальна злітна маса | 9105 кг       | 9120 кг      |
| Потужність двигунів     | 2 × 875 к. с. | 2 × 920 к.с. |
| Максимальна швидкість   | 396 км/год    | 412 км/год   |
| Операційна дальність    | 1400 км       | 1500 км      |
| Максимальна дальність   | 2400 км       | 2600 км      |
| Практична стеля         | 4800 м        | 5900 м       |

## Історія використання

### ВПС Польщі

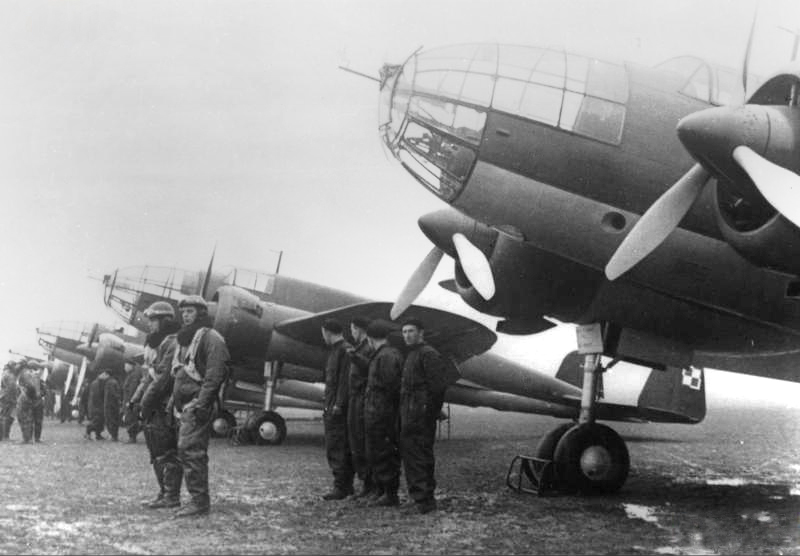
PZL.37 з екіпажами.

Станом на 1 вересня 1939 року в ВПС Польщі мали на озброєнні 86 літаків PZL.37, але тільки 36 було в бойових частинах. В двох бомбардувальних дивізіонах — по дві ескадрильї в дивізіоні X (211-а і 212-а ескадрильї) і в XV (216-а і 217-а). Перший бойовий виліт відбувся тільки 4 вересня, коли 27 PZL.37 завдали удару по німецькій танкові колоні поблизу Радомсько. Місія була успішною, але також було втрачено 7 літаків. Бойові вильоти меншої інтенсивності продовжувались і в наступні дні. До 9 вересня загальні втрати літаків склали 16 літаків, але в бойові частини було перекинуто літаки з резервів і льотних шкіл.
Бойові вильоти малими групами по 3-4 літаки продовжувались і надалі, зокрема 10-11 вересня була здійснена атака на війська противника біля Радомно, 12-го біля Рави-Мазовецької, 14-го — на заході Львова. 16 вересня відбулись останні бойові вильоти, а 17-18 вересня вцілілі літаки були переправлені в Румунію.
Загалом в польській кампанії було задіяно близько 45 PZL.37, з них 26 було втрачено, ще 18 було знищено на аеродромах. PZL.37 здійснили 135 бойових вильотів і скинули 120 т. бомб. Декілька PZL.37 було захоплено німецькими і радянськими військами, але вони використовувались тільки для тестувань.

### ВПС Румунії
Після поразки Польщі в Румунію перелетіло 27 PZL.37, які були відправлені в 4-ту бомбардувальну групу (76-а і 77-а ескадрильї). 25 червня 1941 року три PZL.37 під виглядом радянських літаків бомбили Кошиці, щоб спровокувати вступ Угорщини в війну проти СРСР.
У липні-серпні 1941 року румунські PZL.37 брали участь у нальотах на Одесу. В 1943 році 4-ту групу було розформовано, а всі PZL.37 зібрали в 76-ій ескадрильї, в 1944 році її було кинуто на боротьбу проти радянських військ. Останні PZL.37 румунських ВПС використовувались до початку 50-х, як буксирі мішеней.